# Кулышева, Капаш Кабыкеновна
Капа́ш Кабыке́новна Кулышева (9 мая 1949, с. Донгулагаш, Зерендинский район, Кокчетавская область, Казахская ССР, СССР) — советская и казахстанская певица , педагог, профессор Казахского национального университета искусств. Заслуженный артист Казахской ССР (1979), кавалер ордена «Курмет» (2024).

## Биография
Родилась в селе Донгилагаш Кокчетавской области. В семье 12 детей. Отец — Кулышев Кабыкен, Ветеран Великой Отечественной войны, а мать — Кулышева Казима, мать-героиня.
Первые уроки домбры брала у Руководителя Кружка худ.самодеятельности, внука известного Укили Ыбырая Муса Асаинова. В её репертуар вошли песни Ыбырая «Сулу Кокше», «Калдырган» и т. д. С 1966 года солистка-вокалистка Кокшетауской областной филармонии.
В 1967 году поступила в Республиканскую эстрадно-цирковую студию в класс Народный артист Казахской ССР Гарифуллы Курмангалиева.
С 1969 года — солистка Республиканского молодёжно-эстрадного ансамбля «Гульдер», но и отдельно её пластинка «Мелодия» выпускалась. В этом же ансамбле работал музыкантом её муж — Еркин Слетдинов.
Проработав в ансамбле 40 лет, певица успела объездить почти весь мир.
В 2004 году окончила Казахскую Национальную Академию искусств имени Т. Жургенова по специальности «артист эстрады». Обучалась в классе Народного Артиста РК, профессора Лаки Кесоглу
Преподавала в Республиканском эстрадно-цирковом колледже им. Ж. Елебекова
С 2013 года — ведет класс Народного пения в Казахском Национальном Университете Искусств. С 2019 года присвоено ученое звание профессор Казахского Национального Университета Искусств.
В 2019 году 6 декабря — творческий вечер посвященный 70 летнему юбилею, а также 50 лет на сцене.
В 2024 году отметила 75 летний юбилей и 55 лет творческой деятельности с концертами в городе Кокшетау, Астана.

## Записи
- Поет Капаш Кулышева: В собственном сопровождении на домбре. — Москва: Мелодия, 1982 (Ташкент: Ташкент. з-д грп.)[3]

## Семья
Муж — Еркин Слетдинов (1946) композитор-аранжировщик, саксофонист.
Дочери — Алия (1971), Дина (1979).

## Награды и почетные звания
- Медаль «За трудовое отличие» (1976);
- Почетное звание «Заслуженный артист Казахской ССР» (1979)[4].
- Почётный гражданин города Кокшетау (2005);
- Почетный гражданин Зерендинского района (2011)
- Почётное звание «Академика» Казахстанской Общественной Народной Академии Экология (2013);
- Медаль «Ветеран труда Казахстана» (2015);
- Почётное звание профессор Казахский национальный университет искусств (2019);
- Указом президента РК от 20 мая 2024 года награждена орденом «Курмет» — за большой вклад в развитие отечественного традиционного песенного искусства и в связи с 75-летием со дня рождения. из рук президента РК (Акорда);[5]